# マックス・ヴァーノン・マシューズ
マックス・ヴァーノン・マシューズ（Max Vernon Mathews, 1926年11月13日 - 2011年4月21日）は、アメリカ合衆国ネブラスカ州生まれの科学者、発明家、音楽家で、コンピュータミュージックのパイオニアの一人。

## 来歴
カリフォルニア工科大学およびマサチューセッツ工科大学にて学び、1954年に科学博士を取得の後、ベル研究所に勤め、音響生成に広く用いられた音楽プログラミング言語MUSIC-Nシリーズ(1957年-)を開発する。その後、デジタルオーディオや音響合成の分野、楽器演奏に付随するマンマシンインタフェースの研究分野において、第一人者として活躍した。

## 研究
オーストラリアで開発されたコンピュータCSIRACが1951年によって演奏されたものが世界で初めてのコンピュータによる音響合成であったが、マシューズは、彼の開発したMUSIC-Nシリーズによって、その後の世界のデジタル技術による音楽プログラミング言語、アプリケーションの分野に対し、大きく貢献した。
1961年、同僚であったジョン・ラリー・ケリー・ジュニアによる音声合成の集大成である『デイジー・ベル』に伴奏パートを付け、1962年から1985年までベル研究所の音響・行動研究センターのディレクターを務めた。同センターは、音声コミュニケーション、視覚コミュニケーション、学習と記憶、ロボット工学、組織化された知識、主観の分析、物理音響などを研究している。1974年から1980年まではフランス国立音響音楽研究所(IRCAM)の科学アドヴァイザーを務め、1987年以降はスタンフォード大学にて教授を務めていた。1973年IEEEデイヴィッド・サーノフ賞受賞。
2011年4月21日、肺炎のためサンフランシスコで死去。

## 備考
今日、作曲家やメディアアーティストによって幅広く使われるビジュアルプログラミング言語のMaxはマシューズの名に由来している。